# Vicente Arze
Vicente Arze (Santa Cruz de la Sierra, 22 november 1985) is een Boliviaans voetballer die bij voorkeur als offensieve middenvelder speelt. In juli 2014 liep zijn contract bij Hoverla Oezjhorod af, waardoor hij zonder club zit. In 2012 debuteerde hij voor Bolivia.

## Clubcarrière
Arze speelde in de jeugd bij het Boliviaanse Club Blooming, het Argentijnse Newell's Old Boys en het Amerikaanse Mercer Bears. In 2008 begon zijn professionele carrière bij het Canadese Vancouver Whitecaps. In 2009 keerde de aanvallend ingestelde middenvelder terug naar Bolivia, waar hij zich bij Club Aurora aansloot. In 2010 trok hij naar het Hongaarse Diósgyőri VTK. In augustus 2012 tekende Arze een contract voor twee jaar bij het Belgische Sporting Charleroi. Op 2 augustus 2012 debuteerde hij in de Jupiler Pro League tegen Club Brugge. In december 2012 werd Arze uitgeleend aan Esteghlal FC; het daaropvolgende jaar keerde hij terug naar Charleroi. In februari 2014 werd zijn contract ontbonden. Daarop trok hij naar het Oekraïense Hoverla Oezjhorod. Sinds juli 2013 zit Arze zonder club.

## Interlandcarrière
Arze nam in januari 2003 met Bolivia –20 deel aan het Zuid-Amerikaans kampioenschap in Uruguay. In december 2012 werd hij voor het eerst opgeroepen voor Bolivia nadat hij getekend had bij het Iraanse Esteghlal FC. Op 12 juni 2013 debuteerde Arze voor Bolivia in de WK-kwalificatiewedstrijd tegen Chili.
| Interlands van Vicente Arze voor Bolivia | Interlands van Vicente Arze voor Bolivia | Interlands van Vicente Arze voor Bolivia | Interlands van Vicente Arze voor Bolivia | Interlands van Vicente Arze voor Bolivia | Interlands van Vicente Arze voor Bolivia | Interlands van Vicente Arze voor Bolivia |
| №                                        | Datum                                    | Wedstrijd                                | Uitslag                                  | Soort wedstrijd                          | Doelpunten                               | Assists                                  |
| Als speler bij Esteghlal FC              | Als speler bij Esteghlal FC              | Als speler bij Esteghlal FC              | Als speler bij Esteghlal FC              | Als speler bij Esteghlal FC              | Als speler bij Esteghlal FC              | Als speler bij Esteghlal FC              |
| ---------------------------------------- | ---------------------------------------- | ---------------------------------------- | ---------------------------------------- | ---------------------------------------- | ---------------------------------------- | ---------------------------------------- |
| 1.                                       | 12 juni 2013                             | Chili – Bolivia                          | 3 – 1                                    | WK-kwalificatiewedstrijd                 | 0                                        | 0                                        |
| Als speler bij Sporting Charleroi        |                                          |                                          |                                          |                                          |                                          |                                          |
| 2.                                       | 7 september 2013                         | Paraguay – Bolivia                       | 4 – 0                                    | WK-kwalificatiewedstrijd                 | 0                                        | 0                                        |
| Als speler bij Hoverla Oezjhorod         |                                          |                                          |                                          |                                          |                                          |                                          |
| 3.                                       | 30 mei 2014                              | Spanje – Bolivia                         | 2 – 0                                    | Vriendschappelijke interland             | 0                                        | 0                                        |

Bijgewerkt op 8 januari 2015